# Министри ъф Саунд
Министри ъф Саунд е музикален клуб в света на електронната музика. Намира се в южен Лондон.
Той е едно от най-ключовите места за развитие на хаус музиката във Великобритания през 1990-те. Диджеи миксират на живо в петък и събота. Двете големи гордости MoS са залата на Сони Плейстейшън и Абсолют чил бар.
Марката Министри ъф Саунд има няколко клуба в Азия, като първият открит извън Великобритания, е този в Банкок, но вече е затворен.
Министри ъф Саунд също така е и звукозаписна компания, продуциращa много компилации и музиканти, в много стилове, но главно в жанровете денс, хаус и транс.

## Компилации
- Beyond Euphoria
- Big Tunes
- Chillout Sessions
- Clubber's Guide
- Club Nation
- Club Nation America
- Dance Nation
- FSUK
- Funky House Sessions
- Hard NRG
- Jungle Rewind
- Late Night Sessions
- Nasty Dirty Sex Music Sessions
- Maximum Bass
- Sessions
- The Annual
- The Mash Up Mix
- Trance Nation
- Trance Nation America